# Giuseppe Pisani (politico)
Giuseppe Pisani detto Pino (Scicli, 26 gennaio 1952) è un politico italiano.

## Biografia
Nato a Scicli (Ragusa), vive ad Augusta (Siracusa).

### Attività politica
Iscritto al Movimento 5 Stelle, dal 2015 al 2016 è vicesindaco e assessore di Augusta.

#### Elezione a senatore
Alle elezioni politiche del 2018 viene eletto al Senato della Repubblica nel collegio uninominale Sicilia - 09 (Siracusa) per il Movimento 5 Stelle, ottenendo il 53,86% dei voti e superando la candidata del centrodestra Mariella Muti (27,28%) e quella del centrosinistra Maria Alessandra Furnaro (13,48%).
Il 28 marzo 2018 viene eletto Segretario del Senato.
Alle elezioni politiche del 2022 viene ricandidato al Senato per il Movimento 5 Stelle nel collegio uninominale Sicilia - 03 (Siracusa), oltreché in seconda posizione nel collegio plurinominale Sicilia - 02.